# Paragomphus bredoi
Paragomphus bredoi är en trollsländeart som först beskrevs av Henri Schouteden 1934.  Paragomphus bredoi ingår i släktet Paragomphus och familjen flodtrollsländor. IUCN kategoriserar arten globalt som livskraftig. Inga underarter finns listade i Catalogue of Life.